# Димитріос Христодулу
Димитріос Христодулу (грец. Δημήτριος Χριστοδούλου, нар. 19 жовтня 1951, Афіни, Греція) — грецький математик та фізик, відомий своїми досягненнями в області теорії нелінійних рівнянь математичної фізики, зокрема, доказом нелінійної стабільності простору Міньківського в загальній теорії відносності без космологічної сталої (разом з Серджіу Клайнерманом), і доказом стійкості формування поверхонь пасток, а отже, чорних дір та гравітаційних сингулярностей, при еволюції простору-часу. Є також одним з авторів концепції приводимої маси чорної діри.

## Біографія
Христодулу народився в Афінах, а ступінь PhD отримав в Принстонському університеті в 1971 році під науковим керівництвом Джона Арчибальда Вілера . В 1971—1972 роках працював у Калтесі, в 1972—1973 був професором фізики в Афінському університеті. В 1973—1974 роках був запрошений в CERN, а в 1975—1976 роках — до Міжнародного центру теоретичної фізики в Трієсті. В 1976—1981 роках Хрістодолу — одержувач стипендії Гумбольдта (англ. Humboldt Fellow) в Інституті Макса Планка в Мюнхені, а в 1981 — 1983 роках — запрошений член Курантовського інституту, потім, в 1983—1985 роках — професор фізики в Сиракузькому університеті, а в 1985—1987 роках — професор математики там же. В 1988—1992 роках — професор математики Курантовського інституту, 1992—2001 рік — Принстонського університету. На 2016 рік працює професором математики і фізики в Швейцарській вищій технічній школі Цюриха .
Має подвійне громадянство: Греції та США .

## Науковий внесок
При написанні в Принстоні своєї PhD дисертації «Investigations in Gravitational Collapse and the Physics of Black Holes» Димитріос (разом з Ремо Руффіні) в 1970—1971 роках ввів важливий термін оборотних та необоротних процесів у фізиці чорних дір, а також термін приводимої маси чорної діри — такої маси, нижче якої вже існуюча чорна діра не може опуститися за жодних маніпуляціях з нею в рамках класичної фізики, одночасно і незалежно від Гокінга таким чином знайшовши і обґрунтувавши другий закон класичної динаміки чорних дір Після цього його роботи почали орієнтуватись на математику, концентруючись на проблемах гравітації і, трохи пізніше, гідродинаміки. Важливими етапами подальшої роботи є вивчення аналізу французької школи під орудою Івонн Шоку-Брюан в 1977—1981 роках, а потім співробітництво з Шинтан Яу в США в 1981—1986 роках.
В 1993 році Христодулу з Клайнерманом опублікував монографію, в якій містився вичерпний доказ надзвичайно важкої теореми про нелінійну стабільність простору Міньківського щодо збурень в рамках ОТО без космологічної сталої, яке вони отримали в серії робіт 1984—1991 років. В 1991 році його статтяпідтвердила, що після проходження цугу гравітаційних хвиль правильна ґратка з вільно падаючих пробних тіл викривлюється, не повертаючись у вихідне положення, що називається зараз «нелінійним ефектом пам'яті». Протягом 1987 — 1999 років Христодулу опублікував серію статей про Гравітаційний колапс сферично-сіметричного самогравитируючого скалярного поля і про формування чорних дір та сингулярностей простору-часу. Він показав, що при такому колапсі можливе утворення голих сингулярностей, що не закритих горизонтом подій. Проте Христодулу вдалося показати, що такі сингулярності нестійкі відносно збурень початкових даних.
В 2007 році вийшла книга Христодулу про формування ударних хвиль в 3-вимірних стискаючихся рідинах. Частково подібне завдання формування сингулярностей при еволюції простору-часу в загальному випадку, що не обмежується сферичною симетрією, якою Христодулу інтенсивно займався в 2001—2008 роках, була вирішена: вперше вдалося показати, що в порожньому просторі-часі, з самого початку не є поверхонь пасток, але є гравітаційні хвилі, такі поверхні можуть формуватися з плином часу, що неминуче призводить до формування чорної діри і появі всередині неї гравітаційної сингулярності згідно теореми Пенроуза. В 2009 році Христодулу видав книгу, яка містить доказ цього твердження.

## Нагороди та визнання
- 1981: Медаль Отто Гана
- 1991: премія Ксантопулоса
- 1993: Стипендія Мак-Артура
- 1998: Грант Ґуґґенгайма
- 1999: премія імені Бохера, за роботи по колапсу скалярного поля і за роботи по стабільності простору Маньківського
- 2001: член Американської академії мистецтв і наук
- 2008: премія Томалла[en][17]
- 2011: Премія Шао з математики разом з Річардом Гамільтоном «За високооригінальні роботи з нелінійних диференціальних рівнянь в лоренцевій і рімановій геометрії та їх застосування до загальної теорії відносності та топології»»[18]
- 2012:член Американського математичного товариства[19].
- 2014: Пленарний доповідач на Міжнародному конгресі математиків
- 2016: член Європейської Академії

## Доробок
- Christodoulou, Demetrios; Klainerman, Sergiu (1993). The global nonlinear stability of the Minkowski space. Princeton: Princeton University Press. ISBN 0-691-08777-6.
- Christodoulou, Demetrios (2000). The action principle and partial differential equations. Princeton: Princeton University Press. ISBN 0-691-04957-2.
- Christodoulou, Demetrios (2007). The formation of shocks in 3-dimensional fluids. Zurich: European Mathematical Society Publishing House. ISBN 978-3-03719-031-9.
- Christodoulou, Demetrios (2009). The formation of black holes in general relativity. Zurich: European Mathematical Society Publishing House. ISBN 978-3-03719-068-5.
- Christodoulou, Demetrios; Miao, Shuang (2014). Compressible flow and Euler's equations. Beijing and Somerville: Higher Education Press and International Press. ISBN 978-7-04-040098-4.